# Cercotrichas coryphaeus
Cercotrichas coryphaeus là một loài chim trong họ Muscicapidae.